# RETRO GAMES
RETRO GAMES（れとろげーむず）は、韓国のゲーム開発会社。代表者はチョン・ギョンス（전경수）。

## 概要
Windows向けオンライン音楽ゲーム『EZ2ON』を開発する為、韓国のゲーム開発・販売会社『Amuse World』と『Cykan Entertainment』の合同出資により、2007年に設立された。

## 代表作
- EZ2ON ONLINE TRAX（Windows オンライン音楽ゲーム 2007年ベータテスト開始）